# Saroba isocyma
Saroba isocyma är en fjärilsart som beskrevs av George Francis Hampson 1926. Saroba isocyma ingår i släktet Saroba och familjen nattflyn. Inga underarter finns listade.